# صفوان خلیل
صفوان خلیل (انگلیسی: Safwan Khalil؛ زادهٔ ۱۵ مه ۱۹۸۶) یک تکواندوکار اهل استرالیا است.
از افتخارات وی میتوان به کسب مدال طلا وزن ۵۸ کیلوگرم در یونیورسیاد ۲۰۱۱ اشاره کرد.